# SI-FI Klasika
SI-FI Klasika je blu-ray zbirka kulturne dediščine slovenskih filmskih digitalno restavriranih klasik v visoki ločljivosti, ki jo od leta 2017 izdaja Slovenski filmski center. 
FIlmi so bili večinoma posneti na 35 mm trak, kar omogoča vrhunsko skeniranje vse do ločljivosti 6K, malo slabše je pri 16 mm filmih (pri 70 mm celo do 12K).
Pri restavraciji se najprej pregleda trak, stabilizira se slika, digitalno se odstranijo madeži in praske, na koncu pa se popravijo še barve in kontrast. 
Gre za zelo zamuden postopek, saj ima film 30 sličic na sekundo, kar pri 90 minutnem filmu znese skupaj 162,000 sličic (in vsako popravit). 

## Digitalna restavracija
Digitalna restavracija slovenskih filmov poteka pod okriljem Iridium Film. Ti so poskenirani v resoluciji 2K (2048×1080 pikslov), ki je mednarodno uveljavljen standard digitalne kino projekcije (DCI) in v FullHD (1920x1080) na domačih televizorjih ali 4K. 
Filmi so izdani na nosilcu visoke ločjivosti blu-ray. Prvi tak primer v Sloveniji je Dolina miru. Restavrirani filmi so shranjeni na magnetno digitalnem mediju Linear Tape-Open (LTO), ki so ga razvili v poznih 1990ih in ima zelo dolgo življenjsko dobo.

## Seznam

### Blu-ray
| # | Film                         | Leto | Režiser          | Dolžina | Digitalna projekcija | Izvirni format | Izvirni format | Izvirni format | Distribucija | Blu-ray izdaja |               |
| - | ---------------------------- | ---- | ---------------- | ------- | -------------------- | -------------- | -------------- | -------------- | ------------ | -------------- | ------------- |
| 1 | Dolina miru                  | 1956 | France Štiglic   | 82 min  | 18. maj 2016         | 11:8           | 1.37:1         | 35mm           | Viba film    | 10–04–2017     | [ 1 ] [ 2 ]   |
| 2 | Sedmina                      | 1969 | Matjaž Klopčič   | 91 min  | 15. december 2015    | 11:8           | 1.37:1         | 35mm           | Viba film    | 20–11–2017     | [ 3 ] [ 4 ]   |
| 3 | To so gadi                   | 1977 | Jože Bevc        | 96 min  | 31. januar 2018      | 11:8           | 1.37:1         | 35mm           | Viba film    | 29–05–2018     | [ 5 ] [ 6 ]   |
| 4 | Na svoji zemlji              | 1948 | France Štiglic   | 110 min | 27. avgust 2018      | 11:8           | 1.37:1         | 35mm           | Triglav film | 20–12–2018     | [ 7 ] [ 8 ]   |
| 5 | Ne joči, Peter               | 1964 | France Štiglic   | 92 min  | 9. november 2019     | 21:9           | 2.35:1         | 35mm           | Viba film    | 26–08–2021     | [ 9 ] [ 10 ]  |
| 6 | Sreča na vrvici              | 1977 | Jane Kavčič      | 83 min  | 25. december 2020    | N/A            | N/A            | 35mm           | Viba film    | 27–03–2023     | [ 11 ] [ 12 ] |
| 7 | Po isti poti se ne vračaj    | 1965 | Jože Babič       | 90 min  | 9. oktober 2020      | N/A            | N/A            | 35mm           | Viba film    | 27–03–2023     | [ 13 ] [ 12 ] |
| 8 | Nasvidenje v naslednji vojni | 1980 | Živojin Pavlović | 118 min | 27. april 2022       | 5:3            | 1.66:1         | 35mm           | Viba film    | 27–03–2023     | [ 14 ] [ 12 ] |

### Digitalno restavrirani filmi, ki še niso izdani na Blu-ray nosilcu
...a so že bili premierno predvajani ali na televiziji, v kinu ali pa na projekcijah na velikem platnu na prostem.
| Film                               | Leto | Režiser           | Dolžina | Digitalna projekcija | Izvirni format | Izvirni format | Izvirni format | Distribucija           |              |
| ---------------------------------- | ---- | ----------------- | ------- | -------------------- | -------------- | -------------- | -------------- | ---------------------- | ------------ |
| Cvetje v jeseni                    | 1973 | Matjaž Klopčič    | 122 min | 27. december 2012    | 14:9           | 1.56:1         | 16mm           | Viba film              | [ 15 ]       |
| Krizno obdobje                     | 1981 | Franci Slak       | 89 min  | 17. marec 2015       | 11:8           | 1.37:1         | 35mm           | Viba film              | [ 16 ]       |
| Jebiga                             | 2000 | Miha Hočevar      | 90 min  | 6. februar 2020      | N/A            | N/A            | 16mm           | Fun Film               | [ 17 ]       |
| Povest o dobrih ljudeh             | 1975 | France Štiglic    | 99 min  | 1. januar 2021       | N/A            | N/A            | 35mm           | Viba film              | [ 18 ]       |
| Tistega lepega dne                 | 1962 | France Štiglic    | 83 min  | 22. julij 2021       | 16:9           | 1.85:1         | 35mm           | Viba film              | [ 9 ] [ 19 ] |
| Deseti brat                        | 1982 | Vojko Duletič     | 91 min  | 10. december 2021    | N/A            | N/A            | 35mm           | Viba film              | [ 20 ]       |
| Hudodelci                          | 1987 | Franci Slak       | 90 min  | 11. maj 2022         | N/A            | N/A            | 35mm           | Viba film              | [ 21 ]       |
| Ne čakaj na maj                    | 1957 | František Čap     | 109 min | 21. julij 2022       | 11:8           | 1.37:1         | 35mm           | Viba film              | [ 22 ]       |
| V kraljestvu Zlatoroga             | 1931 | Janko Ravnik      | 75 min  | 18. oktober 2022     | 4:3            | 1.33:1         | 35mm           | Turistovski klub Skala | [ 23 ]       |
| Vesna                              | 1953 | František Čap     | 91 min  | 25. oktober 2022     | 11:8           | 1.37:1         | 35mm           | Viba film              | [ 24 ]       |
| Veselo gostivanje                  | 1984 | France Štiglic    | 98 min  | 4. maj 2023          | N/A            | N/A            | 35mm           | Viba film              | [ 25 ]       |
| Kavarna Astoria                    | 1989 | Jože Pogačnik     | 103 min | 30. avgust 2023      | N/A            | N/A            | 35mm           | Viba film              | [ 26 ]       |
| Pastirci                           | 1973 | France Štiglic    | 83 min  | 10. november 2023    | N/A            | N/A            | 35mm           | Vesna film             | [ 27 ]       |
| Rdeči boogie ali Kaj ti je deklica | 1982 | Karpo Godina      | 85 min  | 22. februar 2024     | 5:3            | 1.66:1         | 35mm           | Viba film              | [ 28 ]       |
| Ples v dežju                       | 1961 | Boštjan Hladnik   | 98 min  | 21. marec 2024       | 5:3            | 1.66:1         | 35mm           | Triglav film           | [ 29 ]       |
| Babica gre na jug                  | 1991 | V. Vogue Anžlovar | 91 min  | 17. december 2024    | 5:3            | 1.66:1         | 35mm           | Mladina film           | [ 30 ]       |
| Poletje v školjki                  | 1986 | Tugo Štiglic      | 95 min  | 24. maj 2025         |                |                | 35mm           | Vesna film             | [ 31 ]       |
| Kekec                              | 1951 | Jože Gale         | 92 min  | 5. julij 2025        | 11:8           | 1.37:1         | 35mm           | Vesna film             | [ 32 ]       |
| Srečno, Kekec!                     | 1963 | Jože Gale         | 81 min  | 6. julij 2025        | 11:8           | 1.37:1         | 35mm           | Viba film              | [ 32 ]       |

### Nepopolne ali nedokončane restavracije
- Kekčeve ukane (1968) – slabo barvno in tonsko restavriran leta 2016 v Beogradu, čaka na popravke oziroma novo restavracijo v Sloveniji.[32]

## Zaznamek
Konec decembra 2012 so predvajali sploh prvi slovenski digitalno restravriran film in sicer Cvetje v jeseni (1973), ki pa (še) ni na blu-ray ploščku. In to je bil začetek filmske digitalne restavracije na Slovenskem.